# محوطه ده نار
محوطه ده نار مربوط به دوران‌های تاریخی پس از اسلام است و در شهرستان کاشان، روستای دهنار واقع شده و این اثر در تاریخ ۸ مرداد ۱۳۸۱ با شمارهٔ ثبت ۵۸۹۸ به‌عنوان یکی از آثار ملی ایران به ثبت رسیده است.